# Laurent LeClaire
Laurent LeClaire é uma personagem fictícia do romance Thérèse Raquin, criada por Émile Zola, e é notável por ser a personagem que impõe a outra características comuns ao naturalismo, sendo ele a influência de transformar a sociedade. O escritor naturalista utilizou Laurent para demonstrar que o darwinismo social presente por Thérèse é fruto do meio onde vive, e Thérèse, ao conviver com Laurent, é seduzida.
Laurent LeClaire, na obra, é o primeiro amante de Thérèse Raquin após a morte de Camille Raquin, o qual é assassino pela esposa para ela poder se relacionar com outros homens sem ser descoberta. LeClaire é o responsável por mudar as características de Thérèse, tornando-a um indivíduo animalizado e manipulado a fim de realizar tudo para conseguir o que deseja. No decorrer da obra, Laurent também é morto por Thérèse pois ela quer realizar desejos sexuais com outros homens.

## Aparições
- Hans Adalbert Schlettow - Laurent em Thérèse Raquin (1928)
- Raf Vallone - Laurent em Thérèse Raquin (1953)
- Richard Bernstein - Laurent em Thérèse Raquin (2001)
- Craig Bierko - Laurent em Thou Shalt Not (2001)
- Kang-ho Song - Sang-hyun em Bakjwi (2009)
- Oscar Isaac - Laurent em In Secret (2013)